# Jeg vil ha' dig tilbage
Jeg vil ha' dig tilbage er en dansk dokumentarfilm fra 1984, der er instrueret af Katia Forbert Petersen efter eget manuskript.

## Handling
Filmen fortæller om en familie, der pludselig mister et barn. Tilskueren oplever faderens og moderens fortvivlelse og hvordan den yngste søster, trods forældrenes omsorg, føler sig svigtet, fordi de ikke rigtig evner at tale om det.